# Mereworth
 (juin 2018).
Si vous disposez d'ouvrages ou d'articles de référence ou si vous connaissez des sites web de qualité traitant du thème abordé ici, merci de compléter l'article en donnant les références utiles à sa vérifiabilité et en les liant à la section « Notes et références ».
Mereworth est une localité proche de la ville de Maidstone, dans le  Kent, au Royaume-Uni, . Le ruisseau Wateringbury traverse le village et alimente un moulin à eau, maintenant situé sur le domaine du château de Mereworth.
Mereworth se prononce "Merry-worth".

## Histoire
Au début du XVIIIe siècle, John Fane – qui deviendra 7e comte de Westmoreland hérite du manoir.
Il fait construire une demeure de style palladien.  Conçue par Colen Campbell, le château de Mereworth Castle domine le village. Pour ne pas le voir du château, John Fane fait déplacer le village d'environ 800 m au nord-est de sa localisation initiale.  Il démolit aussi l'église, dotant le nouveau village d'une nouvelle de style palladien, actuellement dédiée à saint Lawrence. L'église de Mereworth est un monument d'intérêt exceptionnel (grade I listed building).